# Matthias Jacob

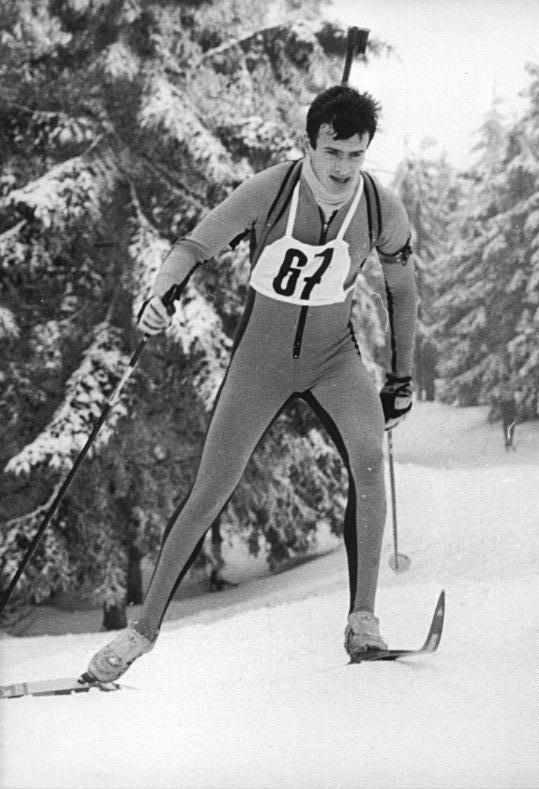
Matthias Jacob, 1982

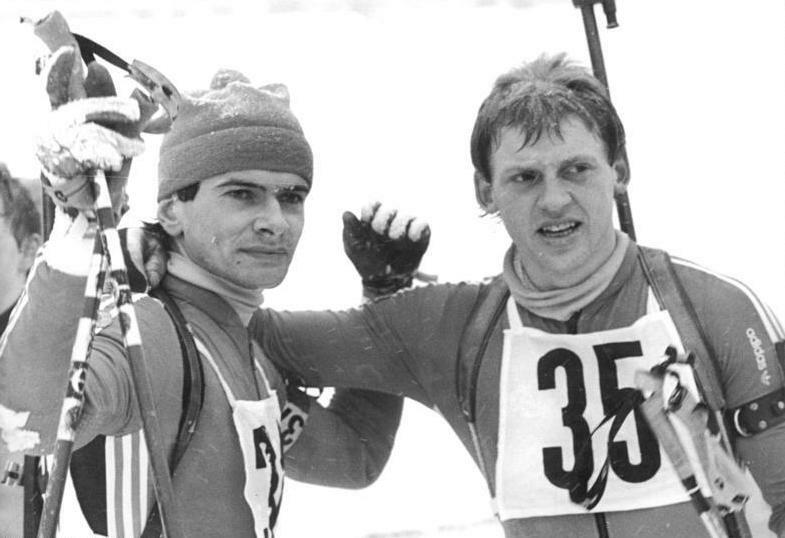
Matthias Jacob und Holger Wick bei den DDR-Meisterschaften im Biathlon 1984 in Oberhof, nachdem beide gemeinsam den Titel im 20-Kilometer-Rennen gewonnen haben

Matthias Jacob (* 2. April 1960 in Tambach-Dietharz) ist ein ehemaliger deutscher Biathlet.
Der für den ASK Vorwärts Oberhof startende Jacob zählte in den 1980er Jahren zur ersten Riege in der Biathlonmannschaft der DDR. Bei den Olympischen Winterspielen 1984 in Sarajevo gewann er die Bronzemedaille im Sprintwettbewerb. Er nahm an sechs Biathlonweltmeisterschaften teil und konnte bei jeder mindestens eine Medaille erringen. Er wurde dreimal Weltmeister mit der Staffel (1981, 1982 und 1987), einmal Vizeweltmeister im Sprint (1987) und dreimal Vizeweltmeister mit der Staffel (1983, 1985 und 1986). Daneben war er bei Weltcups und einer Reihe nationaler Meisterschaften erfolgreich.
1986 wurde er für seine sportlichen Erfolge mit dem Vaterländischen Verdienstorden in Silber ausgezeichnet.
Gemeinsam mit seiner Frau Carola Jacob (als Carola Anding wurde sie 1980 Langlaufolympiasiegerin in der 4 × 5-km-Staffel) betreibt er in seinem Wohnort Floh-Seligenthal eine Praxis für Sport-Physiotherapie. Er ist für die deutsche Skilanglaufmannschaft als Betreuer und Physiotherapeut tätig.
Für die Staatssicherheit der DDR war er unter dem Decknamen IM „Martin Müller“ als Inoffizieller Mitarbeiter tätig.